# Drawing eXchange Format
DXF, sigle de Drawing eXchange Format, est un format de fichier créé par la société Autodesk servant à échanger des fichiers DAO ou CAO entre systèmes CAO n'utilisant pas le même format de fichier natif. Il a été conçu à l’origine pour représenter les modèles 3D créés avec AutoCAD.
Les fichiers DXF peuvent être de format texte ASCII (DXF) ou binaire (DXB). Depuis la Release 10 (Octobre 1988) un DXF peut aussi être stocké au format binaire.
DXF est un format de fichier utilisé pour le transfert de données du type vecteur. Il contient de l'information pour la visualisation des données graphiques et est supporté par presque tous les logiciels graphiques. Il y a beaucoup de méthodes pour enregistrer les données des attributs des objets graphiques par le format DXF et aussi pour lier des objets DXF à des attributs externes. Presque tous les logiciels SIG, CAD et graphiques peuvent importer avec succès ce format grâce aux standards.

## Structure générale d'un fichier DXF
La structure DXF est librement consultable chez Autodesk :
- HEADER section - Information générale sur le dessin
- CLASSES section
- TABLES section

Application ID (APPID) table
Block Record (BLOCK_RECORD) table
Dimension Style (DIMSTYPE) table
Layer (LAYER) table
Linetype (LTYPE) table
Text style (STYLE) table
User Coordinate System (UCS) table
View (VIEW)table
Viewport configuration (VPORT) table
- BLOCKS section
- ENTITIES section
- OBJECTS section
- section
- END OF FILE

## Versions du DXF
Source.

| Autocad-Version         | DXF-Version |
| ----------------------- | ----------- |
| Release 5 / Version 2.0 | AC1.50      |
| Release 6 / Version 2.1 | AC2.10      |
| Release 7 / Version 2.5 | AC1002      |
| Release 8 / Version 2.6 | AC1003      |
| Release 9               | AC1004      |
| Release 10              | AC1006      |
| Release 11/12           | AC1009      |
| Release 13              | AC1012      |
| Release 14              | AC1014      |
| Release 2000/0i/2       | AC1015      |
| Release 2004/5/6        | AC1018      |
| Release 2007/8/9        | AC1021      |
| Release 2010/11/12      | AC1024      |
| Release 2013/14         | AC1027      |

## Exemple DXF ASCII
Le fichier suivant dessine un cercle de centre (0.0,0.0,0.0) et de rayon 1.0.
```
 0
SECTION
  2
ENTITIES
  0
CIRCLE
 10
0.0
 20
0.0
 30
0.0
 40
1.0
  0
ENDSEC
  0
EOF
```

## Logiciels libres exploitant le DXF
- Blender, logiciel de modélisation photoréaliste.
- LibreCAD, un logiciel de dessin assisté par ordinateur en deux dimensions, basé sur l'édition communautaire QCad.
- LibreOffice, l'importation de fichier DXF est possible dans LibreOffice Draw.
- Inkscape permet l'importation de fichier DXF.
- QCad
- QGIS permet d'importer des fichiers DXF représentant des informations géographiques.
- FreeCAD